# Équipe de Trinité-et-Tobago des moins de 17 ans de football
Maillots
L'équipe de Trinité-et-Tobago des moins de 17 ans est une sélection de joueurs de moins de 17 ans au début des deux années de compétition placée sous la responsabilité de la Fédération de Trinité-et-Tobago de football. Elle a remporté le Championnat d'Amérique du Nord, centrale et Caraïbe de football des moins de 17 ans et participa deux fois à la Coupe du monde de football des moins de 17 ans.

## Parcours en Championnat d'Amérique du Nord, centrale et Caraïbe de football des moins de 17 ans
- 1983 :  Finaliste
- 1985 : 1er tour
- 1987 : 1er tour
- 1988 : Tour finale
- 1991 : Tour finale
- 1992 : Non inscrit
- 1994 : 1er tour
- 1996 : 1er tour
- 1999 : Dernier du groupe A
- 2001 : Non inscrit
- 2003 : Non inscrit
- 2005 : Non inscrit
- 2007 : 3e du groupe B
- 2009 : 1er tour
- 2011 : Quart-de-finale
- 2013 : Quart-de-finale
- 2015 : 1er tour
- 2017 : Non inscrit
- 2019 : Huitièmes-de-finale
- 2023 : Huitièmes-de-finale

## Parcours en Coupe du monde des moins de 17 ans
| - 1985 : Non qualifié - 1987 : Non qualifié - 1989 : Non qualifié - 1991 : Non qualifié - 1993 : Non qualifié - 1995 : Non qualifié - 1997 : Non qualifié - 1999 : Non qualifié - 2001 : 1er tour - 2003 : Non qualifié |  | - 2005 : Non qualifié - 2007 : 1er tour - 2009 : Non qualifié - 2011 : Non qualifié - 2013 : Non qualifié - 2015 : Non qualifié - 2017 : Non qualifié - 2019 : Non qualifié - 2023 : Non qualifié |

## Palmarès
- Championnat d'Amérique du Nord, centrale et Caraïbe de football des moins de 17 ans
  - Finaliste en 1983

## Anciens joueurs
- Robert Primus
- Sean de Silva
- Akeem Adams
- Julius James
- Terrence McAllister
- Kenwyne Jones
- Jerol Frobes
- Nkosi Blackman